# 比尼奧納
比尼奧納是非洲國家塞內加爾西南部的城市，由濟金紹爾區負責管轄，距離大西洋80公里，海拔高度33米，居民主要從事農業、服務業和旅遊業，2010年人口估計為26,664。
12°49′N 16°14′W / 12.817°N 16.233°W